# 江曲达结
江曲达结（1874年—?） 字善清，藏族， 籍贯不详，藏传佛教格鲁派喇嘛、翻译、中华民国政治人物。

## 生平
江曲达结是西藏扎什伦布寺喇嘛，西藏班禅额尔德尼的翻译。
中华民国成立后，留在拉萨的清朝官员钟颖在共和告成之际曾率先遣使劝谕九世班禅。九世班禅遂派大喇嘛江曲达结冒险到钟颖的行营沟通。
1913年，江曲达结被九世班禅派到北京，此后他于9月17日获北洋政府封绰尔济名号。蒙藏事务局的训令称，
蒙藏事务局加封扎什伦布翻译江曲达结名号训令

民国二年（1913年）九月十七日

训令第 146 号令

后藏扎什伦布翻译江曲达结，中华民国二年九月七日奉大总统令：“国务总理熊希龄呈，据蒙藏事务局呈纾：后藏扎什伦布翻译江曲达结远道来京，请予奖励。等语。江曲达结输忱民国，忠顺可嘉，应给予绰尔济名号，并从优给予川资一千元，用昭激劝。此令。”奉此，除川资一千元俟财政部发下再行传领外，相应令行该翻译查照祇遵可也。此令。（二史馆藏蒙藏院档案）
在此之前，北洋政府已对九世班禅及其代表进行了封赏。1913年4月1日下令封九世班禅“致忠阐化”名号，5月21日封九世班禅的代表阿旺益喜“诺门罕”名号。 
1914年，江曲达结任约法会议议员。
此后其生平不详。